# Stadtkirche St. Nikolaus (Wil SG)
Die römisch-katholische Stadtkirche St. Nikolaus in Wil im Schweizer Kanton St. Gallen ist ein Beispiel spätgotischer und neugotischer Sakralarchitektur im Kanton St. Gallen. Sie befindet sich in der südöstlichen Flanke der Wiler Altstadt auf einem Moräne-Sporn und steht (als Kulturgut von regionaler/kantonaler Bedeutung) auf der Liste der Kulturgüter in Wil SG. Sie ist dem Heiligen Nikolaus von Myra als Namenspatron gewidmet und Teil des Seelsorgebereiches Wil der Katholischen Pfarr- und Kirchgemeinde Wil. Gemeindepfarrer ist seit 2024 Sebastian Wetter, der zum 1. November 2025 die Arbeit als neuer Generalvikar im Bistum St. Gallen aufnimmt. Ab Mitte Januar 2026 übernimmt Marjan Paloka als Pfarradministrator die vorübergehende Leitung der Pfarrei bis zur Neubesetzung der Pfarrstelle.

## Baugeschichte und Ausstattung
Die katholische Stadtkirche St. Nikolaus ist (hinsichtlich der bis heute vorhandenen Bausubstanz) der älteste erhaltene Sakralbau in Wil und geht in ihrer ursprünglichen Form auf das 15. Jahrhundert zurück.
Mit dem Wiederaufbau von Wil nach der Brandkatastrophe von 1292 baute man zunächst eine romanische Saalkirche. Ab 1429 entstand an gleicher Stelle ein spätgotischer Neubau; unter dem Pfarrer Johannes Spätzle († 1460) baute man zuerst einen Chorraum, der 1478–1500 (unter Fürstabt Ulrich Rösch) durch ein dreischiffiges Langhaus ergänzt wurde. Diese Rundpfeiler-Basilika mit flachgedecktem Mittelschiff und gewölbten Seitenschiffen wurde 1486 an den alten Wehrturm der damaligen Stadtbefestigung herangeführt, der mit der Erweiterung um ein Glockengeschoss 1486 zum Kirchturm umgestaltet wurde. Der damalige Runderker auf der Nordseite, der auch am 1932–1933 neu gebauten Kirchturm vorhanden ist, verweist auf die frühere Funktion als Wachturm. Die bis heute erhaltene Einwölbung des Chorraums erfolgte um 1501. 1505 führte man eine wöchentliche Freitags-Prozession von St. Nikolaus nach St. Peter ein, die 1840 aufgegeben wurde.
Das grosse Wandbild des Hl. Christophorus an der Nordseite im hinteren Bereich des linken Seitenschiffes entstand um 1400 und wird Hans Haggenberg zugeschrieben; es war ab 1664 weiss überstrichen und wurde beim Umbau der Kirche 1932 wieder freigelegt und von August Schmid (Diessenhofen) restauriert. Im rechts folgenden Joch ist seit 1981 die Ölbergnische zu sehen, die 1867 zugunsten eines gemalten Ölbergbildes entfernt und später im Wiler Stadtmuseum wiederentdeckt worden war; dieses Relief entstand um 1600.
Der aus Konstanz stammende und 1602 in Wil eingebürgerte Künstler Hans Caspar Knus gestaltete ab 1603 den Chorraum mit einer Darstellung der kirchlichen Sakramente und versah die Kreuzrippengewölbe mit Ornamenten; dort findet sich auch ein gotisches Sakramentshaus. In dieser Zeit wurde eine neue Orgel eines unbekannten Orgelbauers auf dem Lettner über dem Dreikönigsaltar aufgestellt. 1664 wurden die Knus-Malereien weiss übertüncht, um den Innenraum heller wirken zu lassen, und zusätzliche und grössere Fenster in den beiden Seitenschiffen eingefügt. Durch die Vermittlung von Fürstabt Gallus Alt wurden 1672 die Gebeine des Hl. Pankratius aus Rom als neuer dritter Stadtheiliger nach Wil überführt. Das silbergetriebene Reliquiar in der Rüstung eines römischen Legionärs (1777 von Joseph Anton Seethaler geschaffen) ist in einer Nische an der Stirnwand des rechten Seitenschiffes aufgestellt.
1704 wurden die Kirche unter dem Baumeister Daniel Glattburger barock umgestaltet. Der bislang flachgedeckte Kirchenraum erhielt ein massives Tuffstein-Gewölbe; der Lettner wurde abgebrochen und durch ein Chorgitter ersetzt. Eine neue Orgel des Augsburger Orgelbauers Johann Christoph Leo (1675–1749) auf der Westempore mit 24 Registern ersetzte die bisherige Lettner-Orgel. Zusätzlich erhielt die Kirche  vom gleichen Orgelbauer eine kleinere Orgel mit 12 Registern, die im nördlichen Seitenschiff aufgestellt wurde. 1729 wurde ein Dachreiter mit Zwiebelturm und zwei Glocken auf dem Dachfirst hinzugefügt und das Kirchendach mit Ziegeln eingedeckt.
1829 fand eine Umgestaltung im Sinne des Klassizismus statt, und der Innenraum wurde weiss gestrichen. Aus statischen Gründen musste das Gewölbe des Mittelschiffes mit Zugstangen verstärkt werden. 1858 empfahlen der Architekt Ferdinand Stadler und der Staatsbauinspektor Johann Caspar Wolff aus Zürich den Abbruch und Ersatz des Gewölbes durch eine flache Holzdecke. 1866–1867 erfolgte ein neugotischer Umbau, bei dem das barocke Gewölbe durch ein spitzbogiges Gipsplatten-Gewölbe ersetzt wurde, die Obergadenfenster eine spitzbögige Form erhielten und die Seitenschiffe bis zur Turmfront nach Westen verlängert wurden. Gleichzeitig wurde der Orgelbauer Joseph Braun aus Spaichingen beauftragt, eine neue Orgel mit 24 Registern auf zwei Manualen und Pedal zu bauen.
1932–1933 erfolgte ein weitreichender Umbau des Kirchengebäudes unter Leitung der Architekten Erwin J. Schenker (St. Gallen) und Paul Truniger (Wil): Der mittelalterliche Turm in der Mitte der Westseite und die hintersten (neugotischen) Seitenschiff-Joche wurden abgebrochen, das Langhaus verlängert und durch eine neue Westfassade mit drei Portalen abgeschlossen. Der neue Kirchturm, in seiner Bauweise an den vorherigen Turm angelehnt, wurde an der Nordwestseite der Kirche errichtet. Der Innenraum erhielt eine breite Doppelempore aus Massiv-Beton. Die doppelstöckige Sakristei links vom Chorraum wurde im Erdgeschoss zur Taufkapelle umfunktioniert und eine neue Sakristei hinter dem Chorraum eingerichtet. Das Mittelschiff erhielt anstelle des bisherigen Kreuzrippengewölbes eine neue Holzflachdecke mit Deckenmalereien von Albert Schenker. August Wanner schuf die Glasfenster (1933), darunter das grosse blaue Weihnachtsfenster vorne im Chorraum sowie das vorderste dreiteilige Fenster im rechten Seitenschiff: es stellt die Wiler Kirche St. Peter mit den Heiligen Petrus und Paulus, die Stadtkirche St. Nikolaus sowie die Liebfrauenkapelle neben der Kirche St. Peter in Wil dar. Von Karl Glauner stammt das dreiteilige Hochaltarbild, von dem heute noch das mittlere Altarbild mit Kreuzigung und der Unterbau mit Tabernakel und emaillierten Emblemen von Adolf Bick erhalten sind. Weitere Arbeiten erfolgten 1933 durch Werner Hilber (Wil).
1981–1983 wurde eine umfangreiche Aussen- und Innenrestauration durchgeführt. Dabei wurden unter anderem die obere Doppelempore entfernt, die untere Empore auf Mittelschiffbreite reduziert und mit Holz verkleidet. In der Mitte der Emporenbrüstung befindet sich ein rechteckiges Bild von 1983, das den harfespielenden David darstellt, eingerahmt von Versen aus den Psalmen 100 und 108. Die Taufkapelle wurde als Marienkapelle umgestaltet, und der Kirchenraum erhielt eine neue Farbgestaltung.
2016 erfolgte eine Aussenrenovation der Kirche, bei der neben der Sanierung der Fassade die Zifferblätter der Turmuhr ersetzt, die Zeiger neu vergoldet, und der Turmhelm und Dachreiter restauriert wurden.
Seit 2017 befindet sich in der neugestalteten Marienkapelle vorne links neben dem Chorraum eine romanische Marienstatue (Wiler Madonna). Sie wurde zwischen 1160 und 1180 von einem unbekannten Meister geschaffen.
In der Kirche befindet sich ein Teil des Kirchenschatzes aus der Blütezeit des Klosters St. Gallen und der Pfarrei sowie Stiftungen des Burgerrates.

## Orgeln

### Mathis-Orgel (1982)

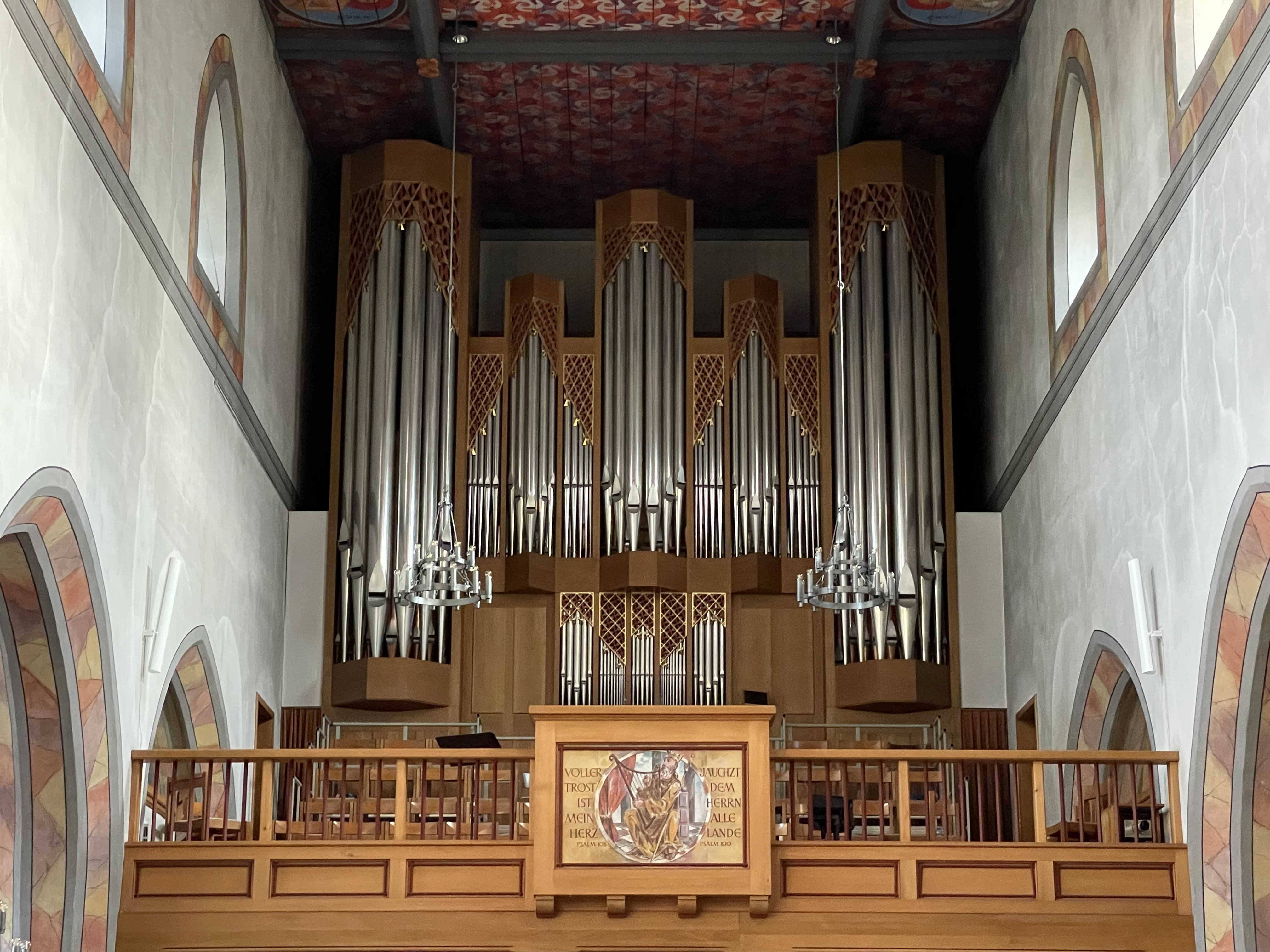
Mathis-Orgel (1982)

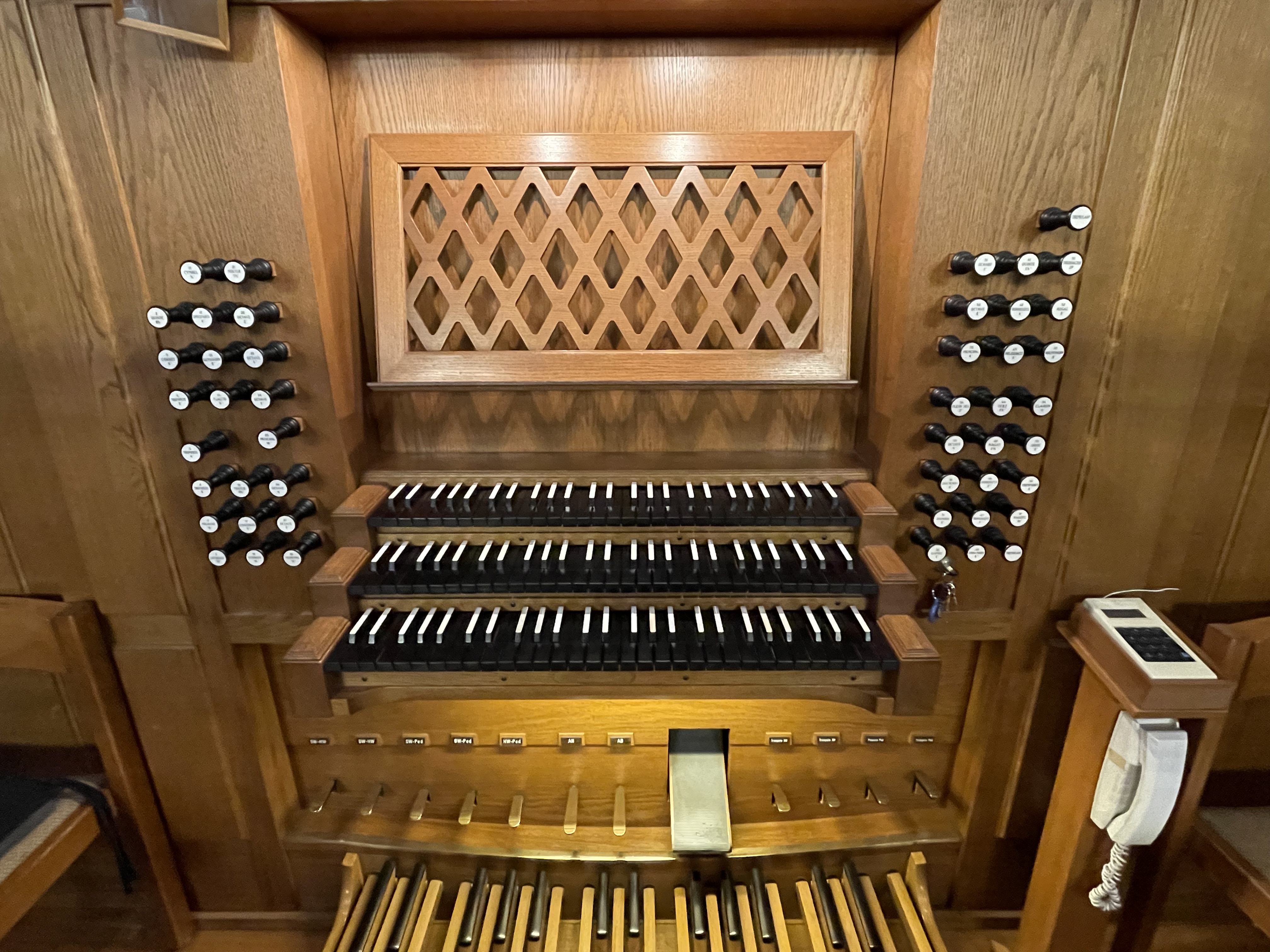
Spieltisch Mathis-Orgel, 2023

Die Orgel wurde 1982 von Mathis Orgelbau AG, Näfels, gebaut. Das Instrument hat 45 Register (Schleifladen mit mechanischer Spiel- und Registertraktur) auf drei Manualen und Pedal, ist regelmässig in Liturgie und Konzerten zu hören und wird auch für Orgelkurse, in Kooperation mit der Diözesanen Kirchenmusikschule St. Gallen, genutzt. Sie ist nach der Kuhn-Orgel (1963) in der benachbarten Kreuzkirche die zweitgrösste Orgel in der Stadt Wil. 2000 wurde eine Revision und Ausreinigung des Pfeifenwerks durch die Erbauerfirma durchgeführt. Ab Anfang 2026 wird der Emporenboden saniert sowie eine Ausreinigung und umfassende technische Revision der Orgel durch Mathis Orgelbau durchgeführt. Die Disposition:
| I Hauptwerk C–g3 |       |
| Principal        | 16′   |
| Octave           | 08′   |
| Flauto           | 08′   |
| Gemshorn         | 08′   |
| Octave           | 04′   |
| Spitzflöte       | 04′   |
| Quinte           | 2 ⁄3′ |
| Octave           | 02′   |
| Cornet V (ab f0) | 08′   |
| Mixtur III–IV    | 1 ⁄3′ |
| Cymbel IV        | 2⁄3′  |
| Trompete         | 08′   |

| II Schwellwerk C–g3  |        |
| Diapason             | 08′    |
| Bourdon              | 08′    |
| Gambe                | 08′    |
| Unda maris (ab c0)   | 08′    |
| Octave               | 04′    |
| Traversflöte         | 04′    |
| Nasat                | 2 ⁄3′  |
| Hohlflöte            | 02′    |
| Terz                 | 1 3⁄5′ |
| Plein jeu IV         | 02′    |
| Fagott               | 16′    |
| Trompette harmonique | 08′    |
| Oboe                 | 08′    |
| Clairon              | 04′    |
|                      |        |
| Tremulant            |        |

| III Positiv C–g3 |       |
| Holzgedackt      | 08′   |
| Principal        | 04′   |
| Rohrflöte        | 04′   |
| Sesquialter II   | 2 ⁄3′ |
| Octave           | 02′   |
| Quinte           | 1 ⁄3′ |
| Scharf IV        | 01′   |
| Krummhorn        | 08′   |
| Regal            | 08′   |
|                  |       |
| Tremulant        |       |

| Pedal C–f1  |       |
| Untersatz   | 32′   |
| Principal   | 16′   |
| Subbass     | 16′   |
| Octave      | 08′   |
| Gedacktbass | 08′   |
| Octave      | 04′   |
| Mixtur IV   | 2 ⁄3′ |
| Posaune     | 16′   |
| Trompete    | 08′   |
| Trompete    | 04′   |

- Koppeln (mechanisch, als Tritte): II/I, III/I, I/P, II/P, III/P.
- Spielhilfen: Pleno-Tritte an/ab (Hauptwerk: Octave 8′, 4′, 2′, Mixtur, Cymbel. Pedal: Principal 16′, Octave 8′, 4′, Mixtur). Vier mechanische Einführungstritte: Trompete 8′ (HW), Trompette harmonique 8′ (SW), Posaune 16′ (Pedal), Trompete 8′ (Pedal). Schwelltritt für II. Manual (Schwellwerk).

### Kuhn-Orgel (1925–1981)
1925 erbaute Orgelbau Kuhn AG, Männedorf, ein Instrument mit 57 Registern (pneumatische Taschenladen) auf drei Manualen und Pedal, unter Verwendung von Pfeifenmaterial aus der Vorgänger-Orgel von Joseph Braun (1866). Das III. Manual wurde als Fernwerk konzipiert, das in einem Schwellkasten im Gewölbe über der Empore platziert war, ebenso wie das Gebläse der Orgel. 1932 wurde das Instrument im Rahmen des Umbaus der Kirche abgebaut und beim Wiedereinbau 1933 auf der neuen oberen Doppelempore um ein Rückpositiv mit sieben Registern ergänzt, das dem II. Manual zugeordnet war. Die Kuhn-Orgel wurde 1981 zu Beginn der Kirchenrenovierung abgetragen und durch ein neues Instrument von Mathis ersetzt. Pfeifenmaterial aus der Braun-Orgel von 1866 wurde zum Teil von Metzler Orgelbau (Dietikon) übernommen; weiteres Pfeifenmaterial der Kuhn-Orgel wurde im Kirchturm von St. Nikolaus eingelagert. Sechs Register der Kuhn-Orgel, darunter ein Register von Braun (1866; Doublette 2' aus dem II. Manual der Kuhn-Orgel von 1925), fanden 1985 Verwendung beim Bau der neuen Orgel von Lifart Orgelbau AG (Emmen LU) in der katholischen Kirche St. Johannes der Täufer in Tobel TG. Die Disposition der Kuhn-Orgel von 1925:
| I. Manual C–g3  |        |
| Geigenprincipal | 16′    |
| Bourdon         | 16′    |
| Principal       | 08′    |
| Bourdon         | 08′    |
| Flauto amabile  | 08′    |
| Gambe           | 08′    |
| Dolce           | 08′    |
| Gemshorn        | 08′    |
| Octave          | 04′    |
| Rohrflöte       | 04′    |
| Quinte          | 2 ⁄3′  |
| Waldflöte       | 02′    |
| Terz            | 1 3⁄5′ |
| Cornet III–V    | 08′    |
| Mixtur IV–V     | 2 ⁄3′  |
| Trompete        | 08′    |

| II. Manual C–g3 |       |
| Grossgedackt    | 016′  |
| Suavial         | 08′   |
| Gedackt         | 08′   |
| Salicional      | 08′   |
| Traversflöte    | 08′   |
| Harmonica       | 08′   |
| Flûte d’amour   | 04′   |
| Gemshorn        | 04′   |
| Nasard          | 2 ⁄3′ |
| Doublette       | 02′   |
| Mixtur IV       | 1 ⁄3′ |
| Clarinette      | 08′   |

| Rückpositiv C–g3 |       |
| Nachthorn        | 8′    |
| Prinzipal        | 4′    |
| Blockflöte       | 4′    |
| Gemshornquinte   | 2 ⁄3′ |
| Nachthorn        | 2′    |
| N. N.            |       |
| N. N.            |       |

| III. Manual C–g3     |        |
| Stillgedackt         | 016′   |
| Harfenprincipal      | 08′    |
| Lieblich Gedackt     | 08′    |
| Doppelflöte          | 08′    |
| Viola                | 08′    |
| Aeoline              | 08′    |
| Quintatön            | 08′    |
| Voix céleste         | 08′    |
| Fugara               | 04′    |
| Flûte pastorale      | 04′    |
| Quintflöte           | 2 ⁄3′  |
| Piccolo              | 02′    |
| Terzflöte            | 1 3⁄5′ |
| Septime              | 1 ⁄7′  |
| None                 | 8⁄9′   |
| Harmonia aetherea IV | 2 ⁄3′  |
| Basson               | 016′   |
| Trompette harmonique | 08′    |
| Vox humana           | 08′    |

| Pedal C–f1     |         |
| Principalbass  | 16′     |
| Subbass        | 16′     |
| Salicetbass    | 16′     |
| Echobass       | 16′     |
| Contrebass     | 16′     |
| Quintbass      | 10 2⁄3′ |
| Flötbass       | 08′     |
| Cello          | 08′     |
| Aeolsbass      | 08′     |
| Offenquinte    | 5 1⁄3′  |
| Principalflöte | 04′     |
| Mixtur IV      | 5 1⁄3′  |
| Bombarde       | 16′     |
| Trompete       | 08′     |

- Koppeln: II/I, III/I, III/II, I/P, II/P, III/P. Superoktavkoppeln: II/I, III/I, II/II, III/III.
- Spielhilfen: Zwei Schwelltritte für II. und III. Manual. Crescendowalze. Handregister und freie Kombinationen. Zungenabsteller

## Hauptorganisten
- Paul Huber, 1943–1949
- Christoph Maria Moosmann, 1988–1994
- Marie-Louise Eberhard Huser, 1995–2023
- Martin Welzel, seit 2023

## Glocken
Im Kirchturm an der Nordwestseite befinden sich sieben Glocken. Sie wurden 1939 in der Glockengiesserei H. Rüetschi in Aarau gegossen. Im Dachreiter hängen zwei kleine Glocken, die ausschliesslich an hohen Feiertagen erklingen.
| Glocke | Schlagton | Giesser            | Gussjahr | Name/Widmung        |
| ------ | --------- | ------------------ | -------- | ------------------- |
| 1      | g0        | H. Rüetschi, Aarau | 1939     | Dreifaltigkeit      |
| 2      | b0        | H. Rüetschi, Aarau | 1939     | Mutter Gottes       |
| 3      | c1        | H. Rüetschi, Aarau | 1939     | Josef               |
| 4      | d1        | H. Rüetschi, Aarau | 1939     | Nikolaus            |
| 5      | es1       | H. Rüetschi, Aarau | 1939     | Gallus              |
| 6      | f1        | H. Rüetschi, Aarau | 1939     | Agatha              |
| 7      | g1        | H. Rüetschi, Aarau | 1939     | Pankratius          |
| I      | gis2      | Unbekannt          | 1725     | Grössere Chorglocke |
| II     | h2        | Unbekannt          | 1878     | Kleinere Chorglocke |

Auf dem Zwischenpodest der Freitreppe rechts neben der Kirche befindet sich ein Gedenkmonument mit einer Glocke. Sie wurde 1589 durch den bedeutendsten süddeutschen Glockengiesser der Renaissance, Hans Frey, Kempten, gegossen. Nach dem Ersatz des schadhaften und minderwertigen Geläutes 1933 wurde sie auf Initiative von Bürgern der Stadt Wil vor dem Einschmelzen gerettet und im Bereich des Treppenaufgangs zwischen Grabenstrasse und der Stadtkirche aufgestellt.